# Stadion Plovdiv
Stadion Plovdiv (Bulgaars: Стадион „Пловдив“) is een voetbalstadion in Plovdiv, een plaats in Bulgarije.
Het stadion werd geopend in 1950. Het stadion heette vroeger het 9 septemberstadion. Er werden drie interlands van het Bulgaarse voetbalelftal gespeeld. Na een renovatie in 2008 kunnen er 55.000 toeschouwers in het stadion.  

## Interlands
| Voetbalinterlands | Voetbalinterlands | Voetbalinterlands             | Voetbalinterlands | Voetbalinterlands                           | Voetbalinterlands |
| №                 | Datum             | Wedstrijd                     | Uitslag           | Competitie                                  | Toeschouwers      |
| ----------------- | ----------------- | ----------------------------- | ----------------- | ------------------------------------------- | ----------------- |
| 1                 | 28 maart 1973     | Bulgarije – Sovjet-Unie       | 1–0               | vriendschappelijk                           | 20.000            |
| 2                 | 13 april 1974     | Bulgarije – Tsjecho-Slowakije | 0–1               | vriendschappelijk                           | 30.000            |
| 3                 | 18 mei 1983       | Bulgarije – Sovjet-Unie       | 2–2               | Olympisch kwalificatietoernooi voetbal 1984 | 22.000            |